# دوري كرة القدم السلوفيني الدرجة الثانية 2011–12
دوري كرة القدم السلوفيني الدرجة الثانية 2011–12 هو موسم من دوري كرة القدم السلوفيني الدرجة الثانية ‏. فاز فيه NK Aluminij ‏.